# Leonid Netchaïev
Pour les articles homonymes, voir Netchaïev.
Leonid Alekseevitch Netchaïev (en russe : Леони́д Алексе́евич Неча́ев), né le 3 mai 1937 à Moscou et mort le 23 janvier 2010, est un réalisateur soviétique, puis russe spécialisé dans les films jeune public. Lauréat du prix d'État de la fédération de Russie (1993), artiste du peuple de la fédération de Russie (2003).

## Biographie
Sorti de l'Institut national de la cinématographie (classe de Jakov Segel) en 1967, Leonid Netchaïev travaille pour les studios Ekran où il réalise plusieurs chroniques documentaires. Il réalise son premier film pour enfants, un conte musical Les aventures dans la cité qui n'existe pas en 1974. En 1975, il porte à l'écran le conte d'Alexis Nikolaïevitch Tolstoï La Petite Clé d'or ou Les Aventures de Bouratino (1936),,. Son autre film notable À propos du Petit Chaperon rouge sort en 1977,,. La plupart de ses fictions sont réalisées aux studios Belarusfilm.
Mort à Moscou Leonid Netchaïev est enterré au cimetière Domodedovo.

## Filmographie partielle
- 1975 : Les Aventures de Bouratino (Приключения Буратино)
- 1977 : À propos du Petit Chaperon rouge (Про Красную Шапочку)
- 1987 : Peter Pan (Питер Пэн)
- 1991 : Lori la folle (Безумная Лори)
- 2007 : Poucette (Дюймовочка)